# Мирамар Бич (Флорида)
Мирамар Бич (енгл. Miramar Beach) насељено је место без административног статуса у америчкој савезној држави Флорида.

## Демографија
По попису из 2010. године број становника је 6.146, што је 3.711 (152,4%) становника више него 2000. године.
| Група             | 2000.         | 2010.         |
| Белци             | 2.325 (95,5%) | 5.578 (90,8%) |
| Афроамериканци    | 15 (0,6%)     | 70 (1,1%)     |
| Азијати           | 23 (0,9%)     | 108 (1,8%)    |
| Хиспаноамериканци | 33 (1,4%)     | 273 (4,4%)    |
| Укупно            | 2.435         | 6.146         |